# Bembina atripuncta
Bembina atripuncta är en fjärilsart som beskrevs av George Francis Hampson 1897. Bembina atripuncta ingår i släktet Bembina och familjen tofsspinnare. Inga underarter finns listade i Catalogue of Life.